# Anguila jardinera tacada

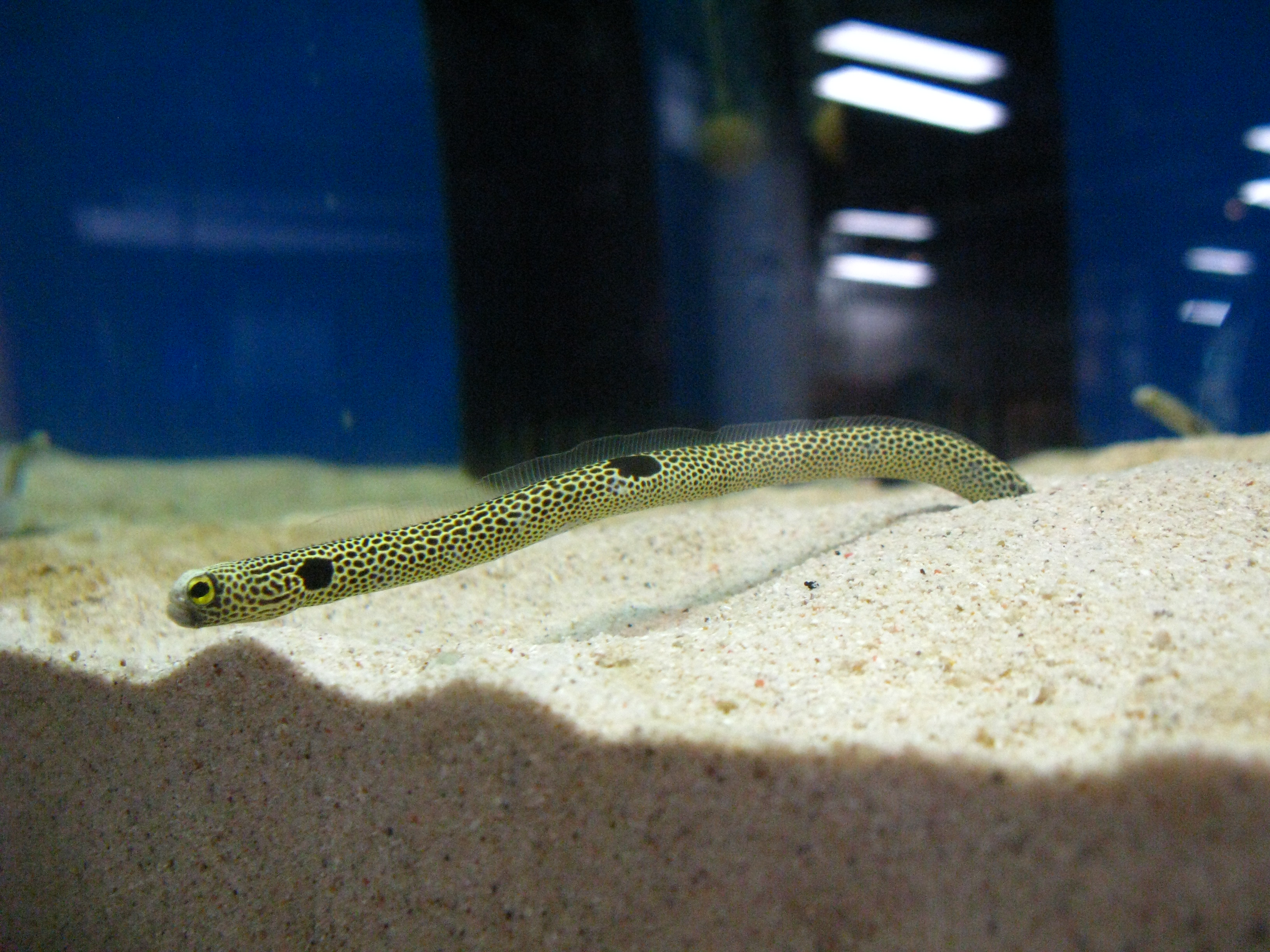
Una Heteroconger hassi a l'aquàrium d'Osaka

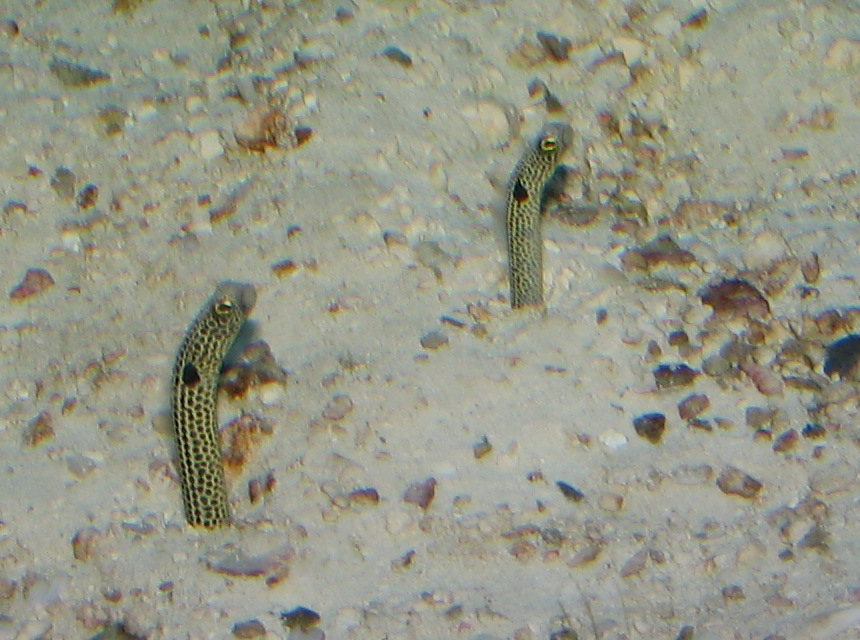
Dues anguiles jardineres traient el cap a l'aquàrium de Newport, Kentucky

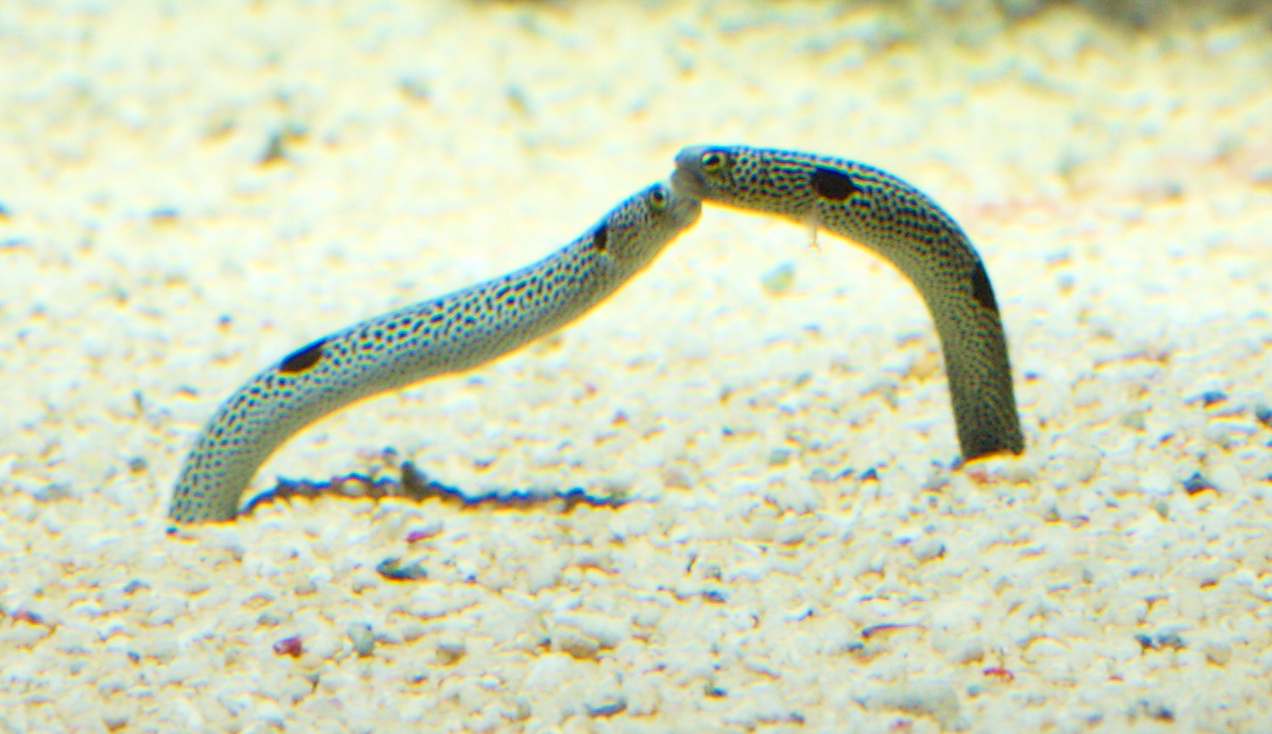
Dues anguiles jardineres a Salzburg

L'anguila jardinera tacada (Heteroconger hassi) és una espècie de peix pertanyent a la família (biologia)|família dels còngrids. Pot arribar a fer 40 cm de llargària màxima i al voltant de 14 mm de diàmetre. Tenen entre 163 i 177 vèrtebres. És un peix marí, associat als esculls i de clima tropical (30°N-23°S) que viu entre 7 i 45 m de fondària. Es troba des del mar Roig i l'Àfrica oriental fins a les illes de la Societat, les illes Ryukyu, les illes Ogasawara, el nord-oest d'Austràlia, Nova Caledònia i la Micronèsia. En general, viu en colònies de centenars d'individus. És inofensiu per als humans.